# Eulychnia castanea
Eulychnia castanea är en kaktusväxtart som först beskrevs av Karl Moritz Schumann, och fick sitt nu gällande namn av Rodolfo Amando Philippi. Eulychnia castanea ingår i släktet Eulychnia och familjen kaktusväxter. Inga underarter finns listade i Catalogue of Life.

## Bildgalleri

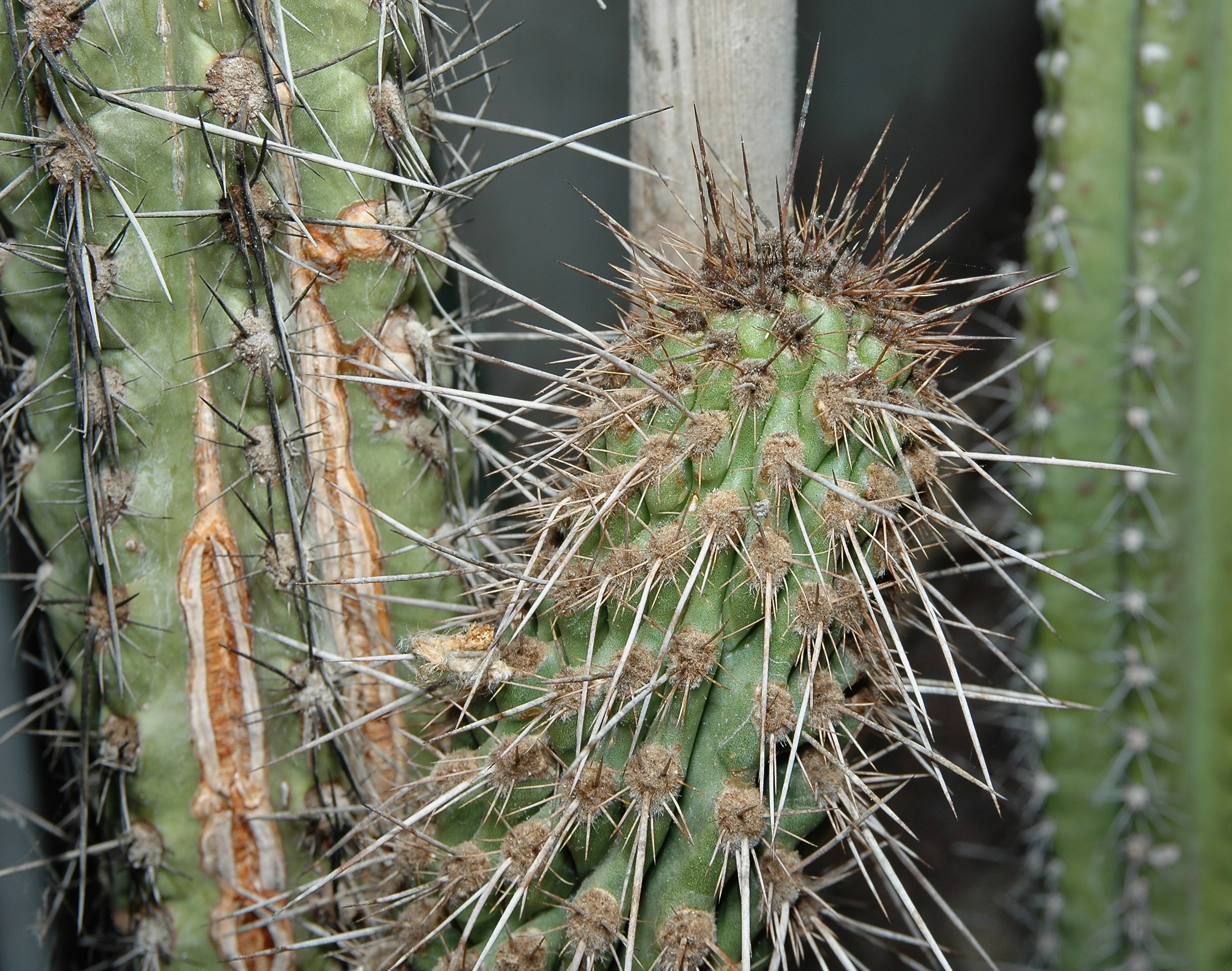
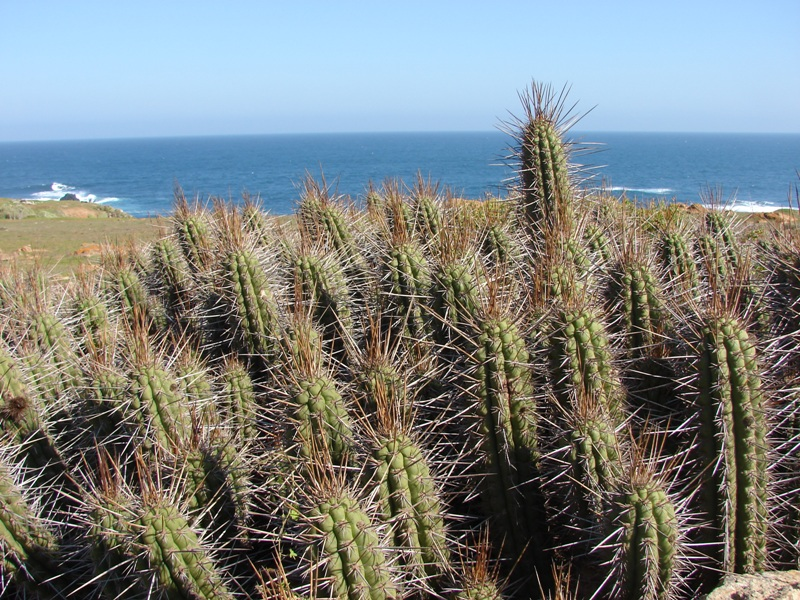
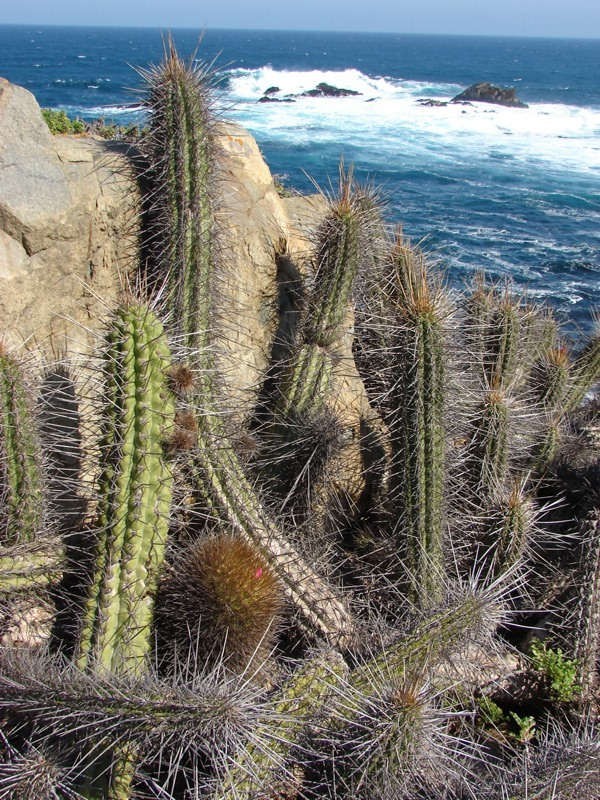
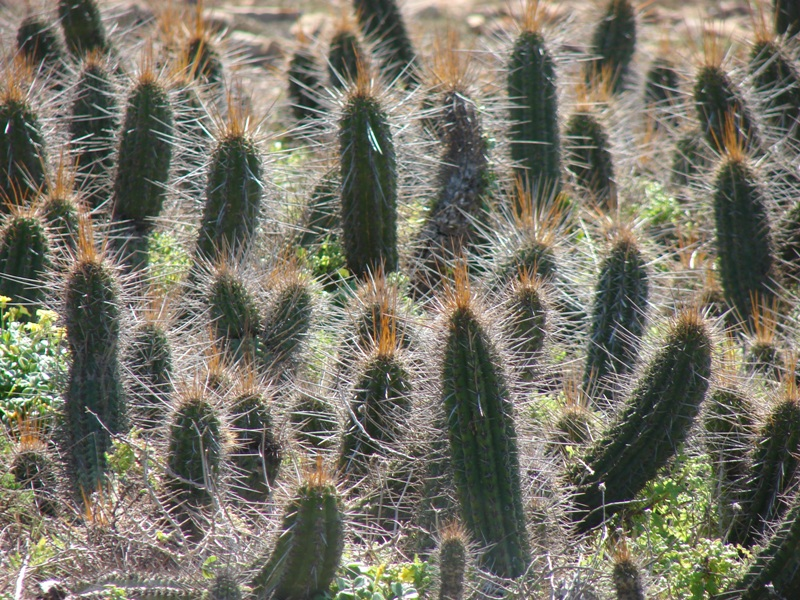
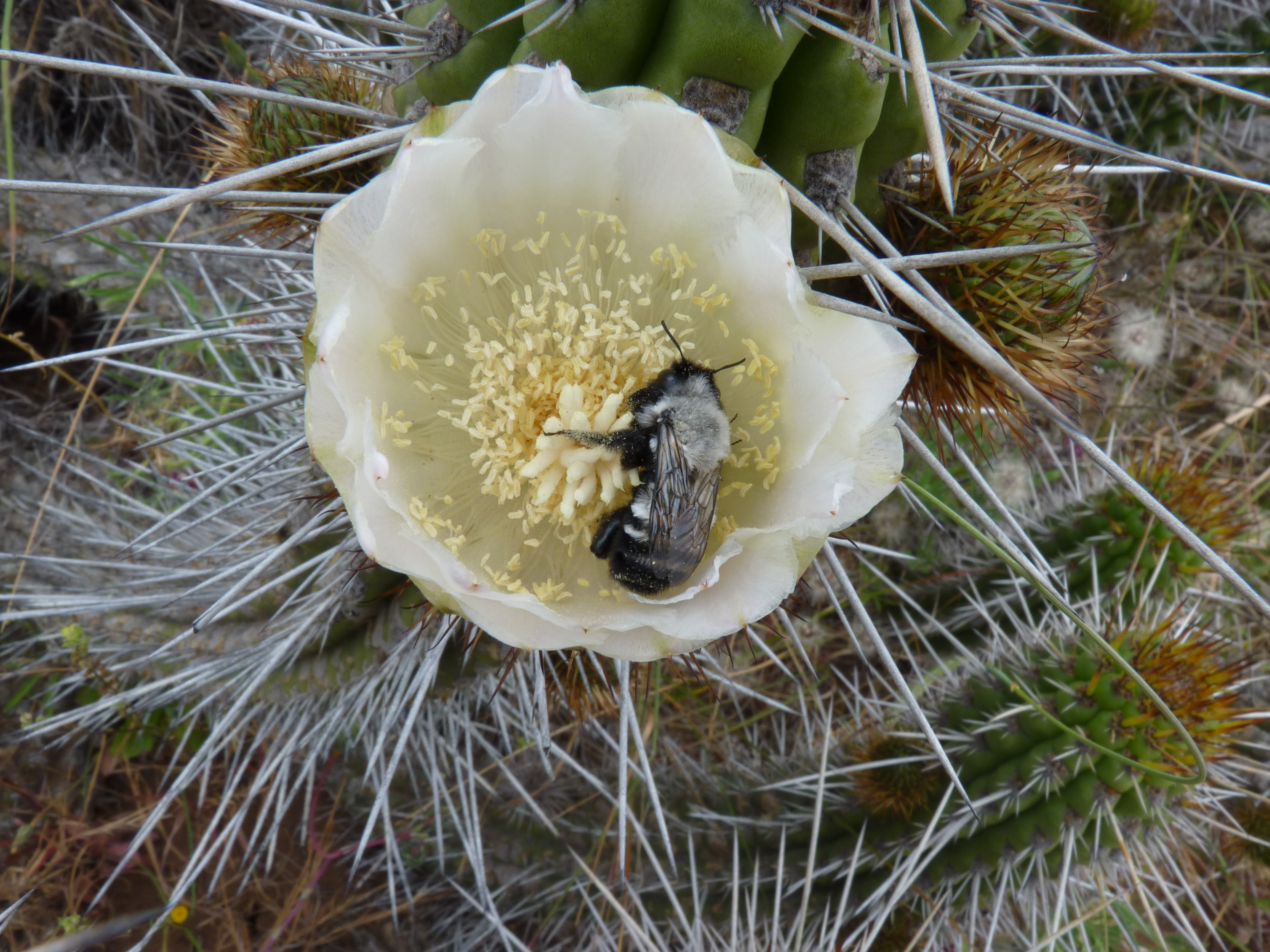